# Paden (Mississippi)
Pour les articles homonymes, voir Paden.
Paden est un village américain situé dans le comté de Tishomingo, dans le Mississippi. Selon le recensement de 2020, sa population est de 104 habitants.